# Datorspelsåret 2009

## Händelser

### Januari
- 29-31 januari - Ensemble Studios, skapare av spelserien Age of Empires, upphör efter cirka 15 års verksamhet.[1][2]

### Februari
- 3-5 februari - Crytek, utvecklare av Far Cry och Crysis, köper Free Radical Design, utvecklare av spelserien Timesplitters[3][4] och byter namn till Crytek UK.[5][6]
- 4-6 februari - Warner Bros. Interactive Entertainment köper Snowblind Studios, utvecklare av Baldur's Gate: Dark Alliance.[7][8]

### Mars
- 16 och 25 mars -  The Angry Video Game Nerd recenserar spelkonsolen Atari Jaguar på Gametrailers.
- 23-27 mars - Game Developers Conference hålls i San Francisco.

### April
- 8 april - The Angry Video Game Nerd recenserar Metal Gear till Nintendo Entertainment System på Gametrailers.
- 21 april - The Angry Video Game Nerd recenserar spelkonsolen Magnavox Odyssey på Gametrailers.
- 22-24 april - Square Enix köper Eidos plc, moderbolag till Eidos Interactive som är utgivare av bland annat spelserierna Tomb Raider och Hitman.[9]

### Maj
- 16 maj - Datrorspelet Minecraft görs tillgängligt via ett Internetforum.

### Juni
- 2-4 juni - Den 15:e E³-mässan hålls i Los Angeles i Kalifornien i USA.[10]
- 4 juni - The Sims 3, som är en uppföljare till världens mest sålda PC-spel The Sims, släpps till Windows och Mac i Sverige. Samma sommar kom också versioner till mobila konsoler.[11]

### Juli
- 1 juli - The Angry Video Game Nerd recenserar Mario is Missing! och Mario's Time Machine till NES och SNES på Gametrailers.

### Augusti
- 17 - I Sverige meddelar Joakim Bennet att dator- och TV-spelstidningen "Super Play" kommer att läggas ner inom en snar framtid[12]
- 17-19 augusti - Game Developers Conference hålls i Köln, Tyskland.[13]
- 21-22 augusti - Blizzcon 2009 hålls i Anaheim Convention Center i Anaheim.[14][15]

### September
- 15-18 september - Game Developers Conference hålls i Austin, Texas.

### Oktober
- 8 oktober - The Angry Video Game Nerd recenserar Castlevania till Nintendo Entertainment System på Gametrailers.
- 11-13 oktober - Game Developers Conference hålls i Shanghai, Kina.
- Oktober - Det sista numret av speltidningen Super Play ges ut.[16]

### December
- 3 december - The Angry Video Game Nerd recenserar Winter Games till Nintendo Entertainment System på Gametrailers.

## Spelsläpp 2009
| Månad             | Dag             | Titel                                                      | Plattform(ar)                           |
| J A N U A R I     | 6               | Saints Row 2                                               | Win                                     |
| J A N U A R I     | 13              | Mirror's Edge                                              | Win                                     |
| J A N U A R I     | 13              | Moon                                                       | NDS                                     |
| J A N U A R I     | 13              | The Lord of the Rings: Conquest                            | PS3, Win, X360, NDS                     |
| J A N U A R I     | 20              | Star Ocean: Second Evolution                               | PSP                                     |
| J A N U A R I     | 21              | Skate 2                                                    | PS3, X360                               |
| J A N U A R I     | 21              | SimAnimals                                                 | NDS, Wii                                |
| J A N U A R I     | 26              | MLB Front Office Manager                                   | PS3, Win, X360                          |
| J A N U A R I     | 27              | Afro Samurai                                               | PS3, X360                               |
| J A N U A R I     | 27              | Coraline                                                   | PS2, NDS, Wii                           |
| J A N U A R I     | 27              | DJ Max Fever                                               | PSP                                     |
| J A N U A R I     | 29              | Savage Moon                                                | PS3                                     |
| J A N U A R I     | 30              | Jets'n'Guns                                                | Lin                                     |
| F E B R U A R I   | 3               | My World, My Way                                           | NDS                                     |
| F E B R U A R I   | 3               | Tenchu: Shadow Assassins                                   | Wii                                     |
| F E B R U A R I   | 5               | Burnout Paradise: The Ultimate Box                         | Win                                     |
| F E B R U A R I   | 9               | Deadly Creatures                                           | Wii                                     |
| F E B R U A R I   | 10              | F.E.A.R. 2: Project Origin                                 | PS3, Win, X360                          |
| F E B R U A R I   | 10              | X-Blades                                                   | PS3, Win, X360                          |
| F E B R U A R I   | 10              | Sonic's Ultimate Genesis Collection                        | PS3, X360                               |
| F E B R U A R I   | 10              | NASCAR Kart Racing                                         | Wii                                     |
| F E B R U A R I   | 10              | Retro Game Challenge                                       | NDS                                     |
| F E B R U A R I   | 10              | OneChanbara: Bikini Zombie Slayers                         | Wii                                     |
| F E B R U A R I   | 10              | OneChanbara: Bikini Samurai Squad                          | X360                                    |
| F E B R U A R I   | 10              | The House of the Dead: Overkill                            | Wii                                     |
| F E B R U A R I   | 10              | LocoRoco 2                                                 | PSP                                     |
| F E B R U A R I   | 12              | Flower                                                     | PS3                                     |
| F E B R U A R I   | 13              | Perimeter 2: New Earth                                     | Win                                     |
| F E B R U A R I   | 16              | Fire Emblem: Shadow Dragon                                 | NDS                                     |
| F E B R U A R I   | 17              | Street Fighter IV                                          | PS3, X360                               |
| F E B R U A R I   | 17              | Race Pro                                                   | X360                                    |
| F E B R U A R I   | 17              | Disney Sing It! - High School Musical 3: Senior Year       | PS3, PS2, Wii, X360                     |
| F E B R U A R I   | 17              | Dragon Quest V: Hand of the Heavenly Bride                 | NDS                                     |
| F E B R U A R I   | 17              | Grand Theft Auto IV: The Lost and Damned                   | X360                                    |
| F E B R U A R I   | 19              | Warhammer 40,000: Dawn of War II                           | Win                                     |
| F E B R U A R I   | 19              | Noby Noby Boy                                              | PS3                                     |
| F E B R U A R I   | 24              | Star Ocean: The Last Hope                                  | X360                                    |
| F E B R U A R I   | 24              | Shellshock 2: Blood Trails                                 | PS3, Win, X360                          |
| F E B R U A R I   | 24              | Tom Clancy's EndWar                                        | Win                                     |
| F E B R U A R I   | 24              | 50 Cent: Blood on the Sand                                 | PS3, X360                               |
| F E B R U A R I   | 24              | Dead Rising: Chop Till You Drop                            | Wii                                     |
| F E B R U A R I   | 24              | Puzzle Quest: Galactrix                                    | NDS, Win, XBLA, PS3                     |
| F E B R U A R I   | 26              | Eat Lead: The Return of Matt Hazard                        | PS3, X360                               |
| F E B R U A R I   | 26              | Halo Wars                                                  | X360                                    |
| F E B R U A R I   | 27              | Killzone 2                                                 | PS3                                     |
| F E B R U A R I   | 27              | Rogue Trooper                                              | Wii                                     |
| M A R S           | 3               | Empire: Total War                                          | Win                                     |
| M A R S           | 3               | Sonic and the Black Knight                                 | Wii                                     |
| M A R S           | 3               | Major League Baseball 2K9                                  | X360, PS3, PS2, PSP, Wii                |
| M A R S           | 3               | MLB 09: The Show                                           | PS3, PS2, PSP                           |
| M A R S           | 4               | Watchmen: The End Is Nigh                                  | PS3, Win, X360                          |
| M A R S           | 6               | Tom Clancy's H.A.W.X.                                      | PS3, X360, iOS                          |
| M A R S           | 9               | Tomb Raider: Underworld                                    | PS2                                     |
| M A R S           | 10              | World in Conflict: Soviet Assault                          | Win                                     |
| M A R S           | 10              | Men of War                                                 | Win                                     |
| M A R S           | 10              | MySims Party                                               | NDS, Wii                                |
| M A R S           | 10              | MadWorld                                                   | Wii                                     |
| M A R S           | 10              | Grey's Anatomy: The Video Game                             | Win, NDS, Wii                           |
| M A R S           | 12              | Command & Conquer Red Alert 3: Uprising                    | Win                                     |
| M A R S           | 13              | Codename Panzers: Cold War                                 | Win                                     |
| M A R S           | 13              | Resident Evil 5                                            | PS3, X360                               |
| M A R S           | 17              | Wanted: Weapons of Fate                                    | PS3, Win, X360                          |
| M A R S           | 17              | Grand Theft Auto: Chinatown Wars                           | NDS                                     |
| M A R S           | 17              | Resistance: Retribution                                    | PSP                                     |
| M A R S           | 17              | Grand Ages: Rome                                           | Win                                     |
| M A R S           | 17              | Tom Clancy's H.A.W.X.                                      | Win                                     |
| M A R S           | 17              | Valkyrie Profile: Covenant of the Plume                    | NDS                                     |
| M A R S           | 21              | Broken Sword: Shadows of the Templars - The Director's Cut | NDS, Wii                                |
| M A R S           | 22              | Pokémon Platinum                                           | NDS                                     |
| M A R S           | 23              | BattleForge                                                | Win                                     |
| M A R S           | 23              | Command & Conquer: Red Alert 3                             | PS3, iOS                                |
| M A R S           | 23              | Dark Sector                                                | Win                                     |
| M A R S           | 24              | WWE Legends of WrestleMania                                | PS3, X360                               |
| M A R S           | 24              | Final Fantasy Crystal Chronicles: Echoes of Time           | NDS, Wii                                |
| M A R S           | 24              | The Wheelman                                               | PS3, Win, X360                          |
| M A R S           | 24              | The Last Remnant                                           | Win                                     |
| M A R S           | 24              | Stormrise                                                  | PS3, Win, X360                          |
| M A R S           | 24              | Wallace & Gromit's Grand Adventures                        | Win                                     |
| M A R S           | 24              | Freaky Creatures                                           | Win                                     |
| M A R S           | 27              | Leisure Suit Larry: Box Office Bust                        | Win, X360, PS3                          |
| M A R S           | 29              | Guitar Hero: Metallica                                     | PS2, PS3, Wii, X360                     |
| M A R S           | 30              | TNA Wrestling                                              | iOS                                     |
| A P R I L         | 7               | The Godfather Part II: The Game                            | PS3, X360, Win                          |
| A P R I L         | 7               | Ninja Blade                                                | X360                                    |
| A P R I L         | 7               | Elven Legacy                                               | Win                                     |
| A P R I L         | 7               | The Chronicles of Riddick: Assault on Dark Athena          | PS3, Win, X360                          |
| A P R I L         | 9               | Company of Heroes: Tales of Valor                          | Win                                     |
| A P R I L         | 10              | Braid                                                      | Win                                     |
| A P R I L         | 14              | Demigod                                                    | Win                                     |
| A P R I L         | 16              | Dream Chronicles: The Chosen Child                         | Win                                     |
| A P R I L         | 20              | Excitebots: Trick Racing                                   | Wii                                     |
| A P R I L         | 21              | Zeno Clash                                                 | Win                                     |
| A P R I L         | 22              | Dynasty Warriors: Gundam 2                                 | PS3, PS2, X360                          |
| A P R I L         | 28              | Velvet Assassin                                            | X360, Win                               |
| A P R I L         | 29              | Stalin vs. Martians                                        | Win                                     |
| M A J             | 1               | X-Men Origins: Wolverine                                   | NDS, PS2, PS3, Wii, Win, X360, PSP      |
| M A J             | 5               | Night at the Museum: Battle of the Smithsonian             | NDS, Wii, Win, X360                     |
| M A J             | 8               | Secret Files 2: Puritas Cordis                             | Win, Wii, NDS                           |
| M A J             | 12              | Battlestations: Pacific                                    | Win, X360                               |
| M A J             | 12              | Sacred 2: Fallen Angel                                     | PS3, X360                               |
| M A J             | 14              | Killing Floor                                              | Win                                     |
| M A J             | 18              | Punch-Out!!                                                | Wii                                     |
| M A J             | 19              | Bionic Commando                                            | PS3, X360                               |
| M A J             | 19              | Terminator Salvation                                       | PS3, Wii, Win, X360, iOS                |
| M A J             | 19              | UFC 2009 Undisputed                                        | PS3, X360                               |
| M A J             | 19              | Boom Blox Bash Party                                       | Wii                                     |
| M A J             | 26              | inFamous                                                   | PS3                                     |
| M A J             | 26              | Damnation                                                  | Win, PS3, X360                          |
| J U N I           | 2               | The Sims 3                                                 | Win, Mac                                |
| J U N I           | 2               | Virtua Tennis 2009                                         | Wii                                     |
| J U N I           | 2               | Red Faction: Guerrilla                                     | PS3, X360                               |
| J U N I           | 2               | Fuel                                                       | PS3, X360                               |
| J U N I           | 8               | Tiger Woods PGA Tour 10                                    | PS2, PS3, PSP, Wii, X360                |
| J U N I           | 8               | MySims Racing                                              | Wii, NDS                                |
| J U N I           | 9               | Virtua Tennis 2009                                         | X360, PS3                               |
| J U N I           | 9               | Prototype                                                  | PS3, Win, X360                          |
| J U N I           | 9               | Black Sigil: Blade of the Exiled                           | NDS                                     |
| J U N I           | 9               | Rock Band Unplugged                                        | PSP                                     |
| J U N I           | 9               | Indiana Jones and the Staff of Kings                       | Wii, NDS, PSP, PS2                      |
| J U N I           | 16              | Ghostbusters: The Video Game                               | NDS, PS2, PS3, Wii, Win, X360           |
| J U N I           | 16              | Guitar Hero: Smash Hits                                    | PS2, PS3, Wii, X360                     |
| J U N I           | 22              | Adam's Venture : The Search for the Lost Garden            | Win                                     |
| J U N I           | 23              | Anno 1404                                                  | Win                                     |
| J U N I           | 23              | Transformers: Revenge of the Fallen                        | NDS, PS2, PS3, Wii, Win, X360, PSP      |
| J U N I           | 23              | The Conduit                                                | Wii                                     |
| J U N I           | 23              | Overlord II                                                | PS3, Win, X360                          |
| J U N I           | 23              | Overlord: Dark Legend                                      | Wii                                     |
| J U N I           | 23              | Overlord: Minions                                          | NDS                                     |
| J U N I           | 23              | Spore Galactic Adventures                                  | Win                                     |
| J U N I           | 25              | Fight Night Round 4                                        | PS3, X360                               |
| J U N I           | 25              | Battlefield Heroes                                         | Win                                     |
| J U N I           | 26              | Blood Bowl                                                 | PS3, Win, X360                          |
| J U N I           | 30              | Harry Potter and the Half Blood Prince                     | Mac, Win, NDS, PS2, PS3, PSP, Wii, X360 |
| J U N I           | 30              | Call of Juarez: Bound in Blood                             | PS3, Win, X360                          |
| J U N I           | 30              | BlazBlue: Calamity Trigger                                 | PS3, X360                               |
| J U L I           | 3               | Virtua Tennis 2009                                         | Win                                     |
| J U L I           | 3               | Fuel                                                       | Win                                     |
| J U L I           | 3               | Trine                                                      | Win                                     |
| J U L I           | 7               | ArmA 2                                                     | Win                                     |
| J U L I           | 7               | Street Fighter IV                                          | Win                                     |
| J U L I           | 7               | Tales of Monkey Island                                     | Win                                     |
| J U L I           | 7               | The Bigs 2                                                 | X360, PS3, PS2, Wii, PSP                |
| J U L I           | 8               | Battlefield 1943                                           | X360, PS3                               |
| J U L I           | 14              | NCAA Football 10                                           | X360, PS3, PS2, PSP, iOS                |
| J U L I           | 20              | Final Fantasy Crystal Chronicles: My Life as a Darklord    | Wii                                     |
| J U L I           | 21              | Little King's Story                                        | Wii                                     |
| J U L I           | 26              | Wii Sports Resort                                          | Wii                                     |
| J U L I           | 28              | The King of Fighters XII                                   | PS3, X360                               |
| J U L I           | 28              | Bionic Commando                                            | Win                                     |
| J U L I           | 30              | Puyo Puyo 7                                                | NDS                                     |
| J U L I           | 30              | Fat Princess                                               | PS3                                     |
| J U L I           | 31              | East India Company                                         | Win                                     |
| A U G U S T I     | 4               | G.I. Joe: The Rise of Cobra                                | NDS, PS2, PS3, PSP, Wii, X360           |
| A U G U S T I     | 7               | Hearts of Iron III                                         | Win                                     |
| A U G U S T I     | 7               | Ashes Cricket 2009                                         | PS3, Win, X360, Wii                     |
| A U G U S T I     | 10              | Still Life 2                                               | Win, Mac                                |
| A U G U S T I     | 11              | C.O.R.E.                                                   | NDS                                     |
| A U G U S T I     | 14              | Madden NFL 10                                              | PS3, PSP, X360                          |
| A U G U S T I     | 14              | Return to Mysterious Island 2                              | Win                                     |
| A U G U S T I     | 18              | Wolfenstein                                                | PS3, Win, X360                          |
| A U G U S T I     | 21              | Raven Squad: Operation Hidden Dagger                       | Win, X360                               |
| A U G U S T I     | 24              | Metroid Prime: Trilogy                                     | Wii                                     |
| A U G U S T I     | 25              | Cursed Mountain                                            | Wii                                     |
| A U G U S T I     | 25              | Dissidia Final Fantasy                                     | PSP                                     |
| A U G U S T I     | 25              | Batman: Arkham Asylum                                      | PS3, X360                               |
| S E P T E M B E R | 1               | Champions Online                                           | Win                                     |
| S E P T E M B E R | 1               | Guitar Hero 5                                              | PS2, PS3, Wii, X360                     |
| S E P T E M B E R | 1               | Soul Calibur: Broken Destiny                               | PSP                                     |
| S E P T E M B E R | 4               | Section 8                                                  | Win, X360                               |
| S E P T E M B E R | 8               | IL-2 Sturmovik: Birds of Prey                              | X360, PS3, NDS, PSP                     |
| S E P T E M B E R | 8               | AFL Challenge                                              | Playstation Portable                    |
| S E P T E M B E R | 8               | Muramasa: The Demon Blade                                  | Wii                                     |
| S E P T E M B E R | 8               | Darkest of Days                                            | Win, X360                               |
| S E P T E M B E R | 8               | Colin McRae: Dirt 2                                        | X360, PS3, PSP, Wii, NDS                |
| S E P T E M B E R | 8               | Mini Ninjas                                                | Win, X360, PS3, Wii, NDS                |
| S E P T E M B E R | 9               | The Beatles: Rock Band                                     | PS2, PS3, X360, Wii                     |
| S E P T E M B E R | 14              | Heroes Over Europe                                         | X360, PS3, Win                          |
| S E P T E M B E R | 14              | Mario & Luigi: Bowser's Inside Story                       | NDS                                     |
| S E P T E M B E R | 15              | Cloudy with a Chance of Meatballs                          | PS3, X360, Wii, NDS, PSP                |
| S E P T E M B E R | 15              | Need for Speed: Shift                                      | PS3, PSP, Win, X360, iOS                |
| S E P T E M B E R | 15              | Resident Evil 5                                            | Win                                     |
| S E P T E M B E R | 15              | Batman: Arkham Asylum                                      | Win                                     |
| S E P T E M B E R | 15              | NHL 10                                                     | X360, PS3                               |
| S E P T E M B E R | 15              | NHL 2K10                                                   | X360, PS2, PS3, Wii                     |
| S E P T E M B E R | 15              | Red Faction: Guerrilla                                     | Win                                     |
| S E P T E M B E R | 15              | Marvel: Ultimate Alliance 2                                | NDS, PS3, PS2, Wii, X360                |
| S E P T E M B E R | 15              | Scribblenauts                                              | NDS                                     |
| S E P T E M B E R | 15              | Wet                                                        | PS3, X360                               |
| S E P T E M B E R | 16              | Shadowgrounds                                              | Lin                                     |
| S E P T E M B E R | 18              | Majesty 2: The Fantasy Kingdom Sim                         | Win                                     |
| S E P T E M B E R | 18              | Shadowgrounds Survivor                                     | Lin                                     |
| S E P T E M B E R | 22              | Katamari Forever                                           | PS3                                     |
| S E P T E M B E R | 22              | Fallen Earth                                               | Win                                     |
| S E P T E M B E R | 22              | Halo 3: ODST                                               | X360                                    |
| S E P T E M B E R | 22              | Teenage Mutant Ninja Turtles: Smash-Up                     | Wii, Playstation 2                      |
| S E P T E M B E R | 22              | Aion: The Tower of Eternity                                | Win                                     |
| S E P T E M B E R | 22              | Spyborgs                                                   | Wii                                     |
| S E P T E M B E R | 22              | Order of War                                               | Win                                     |
| S E P T E M B E R | 25              | Professor Layton and the Diabolical Box                    | NDS                                     |
| S E P T E M B E R | 29              | Tornado Outbreak                                           | Wii, PS3, X360                          |
| S E P T E M B E R | 29              | Beaterator                                                 | PSP                                     |
| S E P T E M B E R | 29              | Dead Space: Extraction                                     | Wii                                     |
| S E P T E M B E R | 29              | Kingdom Hearts 358/2 Days                                  | NDS                                     |
| S E P T E M B E R | 29              | Motorstorm: Arctic Edge                                    | PSP                                     |
| S E P T E M B E R | 29              | Ninja Gaiden Sigma 2                                       | PS3                                     |
| S E P T E M B E R | 29              | ObsCure II                                                 | PSP                                     |
| S E P T E M B E R | 30              | The Wizard of Oz: Beyond the Yellow Brick Road             | NDS                                     |
| O K T O B E R     | 1               | Gran Turismo PSP                                           | PSP                                     |
| O K T O B E R     | 4               | Wii Fit Plus                                               | Wii                                     |
| O K T O B E R     | 6               | NBA Live 10                                                | PS3, PSP, X360                          |
| O K T O B E R     | 6               | NBA 2K10                                                   | X360, Playstation 2, PS3, PSP           |
| O K T O B E R     | 6               | Operation Flashpoint 2: Dragon Rising                      | PS3, Win, X360                          |
| O K T O B E R     | 6               | Star Wars: The Clone Wars - Republic Heroes                | PS3, Win, X360, Wii, PSP, PS2, NDS      |
| O K T O B E R     | 6               | Saw: The Video Game                                        | PS3, X360                               |
| O K T O B E R     | 7               | Demon's Souls                                              | PS3                                     |
| O K T O B E R     | 9               | Cities XL                                                  | Win                                     |
| O K T O B E R     | 12              | Cars Race-O-Rama                                           | Wii, PS3, X360, Playstation 2, NDS, PSP |
| O K T O B E R     | 12              | NBA 2K10                                                   | Win                                     |
| O K T O B E R     | 13              | Afrika                                                     | PS3                                     |
| O K T O B E R     | 13              | Brütal Legend                                              | PS3, X360                               |
| O K T O B E R     | 13              | Mario & Sonic at the Olympic Winter Games                  | Wii, NDS                                |
| O K T O B E R     | 13              | Uncharted 2: Among Thieves                                 | PS3                                     |
| O K T O B E R     | 13              | MagnaCarta II                                              | X360                                    |
| O K T O B E R     | 16              | Machinarium                                                | Win, Mac, Lin                           |
| O K T O B E R     | 20              | Tropico 3                                                  | Win                                     |
| O K T O B E R     | 20              | Astro Boy: The Video Game                                  | Wii, PS2, PSP, DS                       |
| O K T O B E R     | 20              | Bakugan Battle Brawlers                                    | Wii, Playstation 2, PS3, NDS, X360      |
| O K T O B E R     | 20              | The Secret Saturdays: Beasts of the 5th Sun                | Wii, PS2, PSP, DS                       |
| O K T O B E R     | 20              | Marvel Super Hero Squad                                    | Wii, PS2, PSP, DS                       |
| O K T O B E R     | 20              | MotorStorm: Arctic Edge                                    | PS2                                     |
| O K T O B E R     | 20              | FIFA 10                                                    | PS3, Win, X360                          |
| O K T O B E R     | 20              | Borderlands                                                | PS3, X360                               |
| O K T O B E R     | 20              | Eufloria                                                   | Win                                     |
| O K T O B E R     | 20              | WWE SmackDown vs. Raw 2010                                 | NDS, PS2, PS3, PSP, Wii, X360           |
| O K T O B E R     | 20              | Grand Theft Auto: Chinatown Wars                           | PSP                                     |
| O K T O B E R     | 22              | Trine                                                      | PS3                                     |
| O K T O B E R     | 22              | Metal Drift                                                | Win                                     |
| O K T O B E R     | 23              | Pro Evolution Soccer 2010                                  | Win, PS3, X360, NDS, PS2, PSP, Wii      |
| O K T O B E R     | 26              | Borderlands                                                | Win                                     |
| O K T O B E R     | 27              | League of Legends: Clash of Fates                          | Win                                     |
| O K T O B E R     | 27              | Forza Motorsport 3                                         | X360                                    |
| O K T O B E R     | 27              | Fairytale Fights                                           | PS3, X360                               |
| O K T O B E R     | 27              | Painkiller: Resurrection                                   | Win, X360                               |
| O K T O B E R     | 27              | Ben 10 Alien Force: Vilgax Attacks                         | PS2, X360, PSP, Wii, NDS                |
| O K T O B E R     | 27              | Tekken 6                                                   | PS3, X360, PSP                          |
| O K T O B E R     | 27              | Ratchet & Clank Future: A Crack in Time                    | PS3                                     |
| O K T O B E R     | 27              | DJ Hero                                                    | X360, PS3, PS2, Wii                     |
| O K T O B E R     | 27              | Torchlight                                                 | Win                                     |
| O K T O B E R     | 27              | Madagascar Kartz                                           | PS3                                     |
| O K T O B E R     | 29              | Bayonetta                                                  | PS3, X360                               |
| O K T O B E R     | 29              | Grand Theft Auto: The Ballad of Gay Tony                   | X360                                    |
| O K T O B E R     | 29              | Grand Theft Auto: Episodes From Liberty City               | X360                                    |
| O K T O B E R     | 31              | Ninja Blade                                                | Win                                     |
| N O V E M B E R   | 1               | Rabbids Go Home                                            | Wii, DS                                 |
| N O V E M B E R   | 3               | C.O.P. The Recruit                                         | NDS                                     |
| N O V E M B E R   | 3               | Need for Speed: Nitro                                      | Wii, NDS                                |
| N O V E M B E R   | 3               | Lego Rock Band                                             | PS3, X360, Wii, NDS                     |
| N O V E M B E R   | 3               | Band Hero                                                  | PS2, PS3, Wii, X360, NDS                |
| N O V E M B E R   | 3               | Dragon Age: Origins                                        | Win, PS3, X360                          |
| N O V E M B E R   | 3               | Star Wars Battlefront: Elite Squadron                      | DS, PSP                                 |
| N O V E M B E R   | 3               | We Cheer 2                                                 | Wii                                     |
| N O V E M B E R   | 4               | Jak and Daxter: The Lost Frontier                          | PS2, PSP                                |
| N O V E M B E R   | 6               | Star Wars: The Force Unleashed -- Ultimate Sith Edition    | Win, PS3, X360                          |
| N O V E M B E R   | 9               | NBA 2K10                                                   | Wii                                     |
| N O V E M B E R   | 10              | Dragon Ball Z: Raging Blast                                | PS3, X360                               |
| N O V E M B E R   | 10              | Call of Duty: Modern Warfare 2                             | Win, PS3, X360                          |
| N O V E M B E R   | 10              | Call of Duty: Modern Warfare                               | Wii                                     |
| N O V E M B E R   | 10              | Call of Duty: Modern Warfare: Mobilized                    | NDS                                     |
| N O V E M B E R   | 11              | WorldShift                                                 | Win                                     |
| N O V E M B E R   | 12              | Phantasy Star 0                                            | NDS                                     |
| N O V E M B E R   | 12              | Disciples III: Renaissance                                 | Win                                     |
| N O V E M B E R   | 15              | New Super Mario Bros. Wii                                  | Wii                                     |
| N O V E M B E R   | 17              | Lego Indiana Jones 2: The Adventure Continues              | Wii, X360, PS3, NDS, PSP, Win           |
| N O V E M B E R   | 17              | God of War Collection                                      | PS3                                     |
| N O V E M B E R   | 17              | Formula One 2009                                           | Wii, PSP                                |
| N O V E M B E R   | 17              | Assassin's Creed: Bloodlines                               | PSP                                     |
| N O V E M B E R   | 17              | Assassin's Creed II: Discovery                             | NDS                                     |
| N O V E M B E R   | 17              | Resident Evil: The Darkside Chronicles                     | Wii                                     |
| N O V E M B E R   | 17              | Left 4 Dead 2                                              | Win, X360                               |
| N O V E M B E R   | 17              | Assassin's Creed II                                        | PS3, X360                               |
| N O V E M B E R   | 17              | Tony Hawk: Ride                                            | PS3, Wii, X360                          |
| N O V E M B E R   | 17              | Just Dance                                                 | Wii                                     |
| N O V E M B E R   | 18              | The Sims 3: World Adventures                               | Win, Mac                                |
| N O V E M B E R   | 18              | NCAA Basketball 10                                         | PS3, X360                               |
| 26                | Solium Infernum | Win, Mac                                                   |                                         |
| D E C E M B E R   | 1               | Might & Magic: Clash of Heroes                             | DS                                      |
| D E C E M B E R   | 1               | Alganon                                                    | Win                                     |
| D E C E M B E R   | 1               | Avatar                                                     | PS3, X360, Win, Wii, DS, iOS            |
| D E C E M B E R   | 1               | Colin McRae: Dirt 2                                        | Win                                     |
| D E C E M B E R   | 1               | Rogue Warrior                                              | PS3, Win, X360                          |
| D E C E M B E R   | 7               | The Legend of Zelda: Spirit Tracks                         | NDS                                     |
| D E C E M B E R   | 7               | 51seer                                                     | Win                                     |
| D E C E M B E R   | 8               | The Saboteur                                               | PS3, X360, Win                          |
| D E C E M B E R   | 8               | James Cameron's Avatar: The Game                           | PSP                                     |
| D E C E M B E R   | 8               | Silent Hill: Shattered Memories                            | Wii                                     |
| D E C E M B E R   | 11              | Angry Birds                                                | iOS                                     |
| D E C E M B E R   | 22              | Guitar Hero: Van Halen                                     | Playstation 2, PS3, Wii, X360           |
| D E C E M B E R   | 22              | MMA Pro Fighter                                            | Win, Mac, iOS                           |
| D E C E M B E R   | 26              | Final Fantasy Crystal Chronicles: The Crystal Bearers      | Wii                                     |

### Fotnoter
1. ↑  Breckon, Nick (17 november 2008). ”Age of Empires Dev Ensemble Speaks Out on Studio Closure, Microsoft, and the Cancelled Halo MMO”. Shacknews. Arkiverad från originalet den 12 februari 2009. https://web.archive.org/web/20090212000444/http://www.shacknews.com/featuredarticle.x?id=1047. Läst 4 februari 2009.
2. ↑  Ocampo, Jason (30 januari 2009). ”Ensemble Says Goodbye”. IGN. Arkiverad från originalet den 2 februari 2009. https://web.archive.org/web/20090202073304/http://pc.ign.com/articles/949/949671p1.html. Läst 5 februari 2009.
3. ↑  Faylor, Chris (3 februari 2009). ”Crytek Buys TimeSplitters Dev. Free Radical”. Shacknews. Arkiverad från originalet den 5 februari 2009. https://web.archive.org/web/20090205163441/http://www.shacknews.com/onearticle.x/57079. Läst 4 februari 2009.
4. ↑  Onyett, Charles (4 februari 2009). ”Crytek Purchases Free Radical”. IGN. Arkiverad från originalet den 5 februari 2009. https://web.archive.org/web/20090205190122/http://pc.ign.com/articles/950/950825p1.html. Läst 5 februari 2009.
5. ↑  Faylor, Chris (4 februari 2009). ”Crytek Buys TimeSplitters Dev. Free Radical”. Shacknews. Arkiverad från originalet den 5 februari 2009. https://web.archive.org/web/20090205163441/http://www.shacknews.com/onearticle.x/57079. Läst 5 februari 2009.
6. ↑  Orry, James (4 februari 2009). ”Free Radical becomes Crytek UK”. Videogamer. https://www.videogamer.com/news/free_radical_becomes_crytek_uk.html. Läst 5 februari 2009.
7. ↑  Ahearn, Nate (4 februari 2009). ”WB Acquires Snowblind Studios”. IGN. Arkiverad från originalet den 10 februari 2009. https://web.archive.org/web/20090210034027/http://pc.ign.com/articles/951/951384p1.html. Läst 5 februari 2009.
8. ↑  Goldstein, Maarten (4 februari 2009). ”Warner Bros. Acquires Baldur's Gate: Dark Alliance Developer Snowblind Studios”. Shacknews. Arkiverad från originalet den 6 februari 2009. https://web.archive.org/web/20090206035813/http://www.shacknews.com/onearticle.x/57095. Läst 5 februari 2009.
9. ↑  Eidos ceases trading as independent publisher
10. ↑  ”Attendance and Stats” (på engelska). IGN. http://www.ign.com/wikis/e3/Attendance_and_Stats. Läst 21 maj 2015.
11. ↑  The Sims 3, officiell webbplats Arkiverad 8 februari 2009 hämtat från the Wayback Machine.
12. ↑  http://www.fz.se/artiklar/nyheter/20090817/super-play-laggs-ned/?page=1
13. ↑  http://www.gamescom-cologne.com/
14. ↑  Orry, James (17 februari 2009). ”BlizzCon 2009 confirmed”. VideoGamer. https://www.videogamer.com/news/blizzcon_2009_confirmed. Läst 18 februari 2009.
15. ↑  Faylor, Chris (17 februari 2009). ”BlizzCon 2009 Announced”. Shacknews. Arkiverad från originalet den 20 februari 2009. https://web.archive.org/web/20090220094759/http://www.shacknews.com/onearticle.x/57272. Läst 18 februari 2009.
16. ↑  Martin Lindell (26 oktober 2009). ”Sista Super Play”. Dataspelsbranschen. Arkiverad från originalet den 23 februari 2014. https://web.archive.org/web/20140223034713/http://www.dataspelsbranschen.se/blogg/2009/10/26/sista-super-play.aspx. Läst 10 februari 2014.